# The Three Sisters (Irlande)

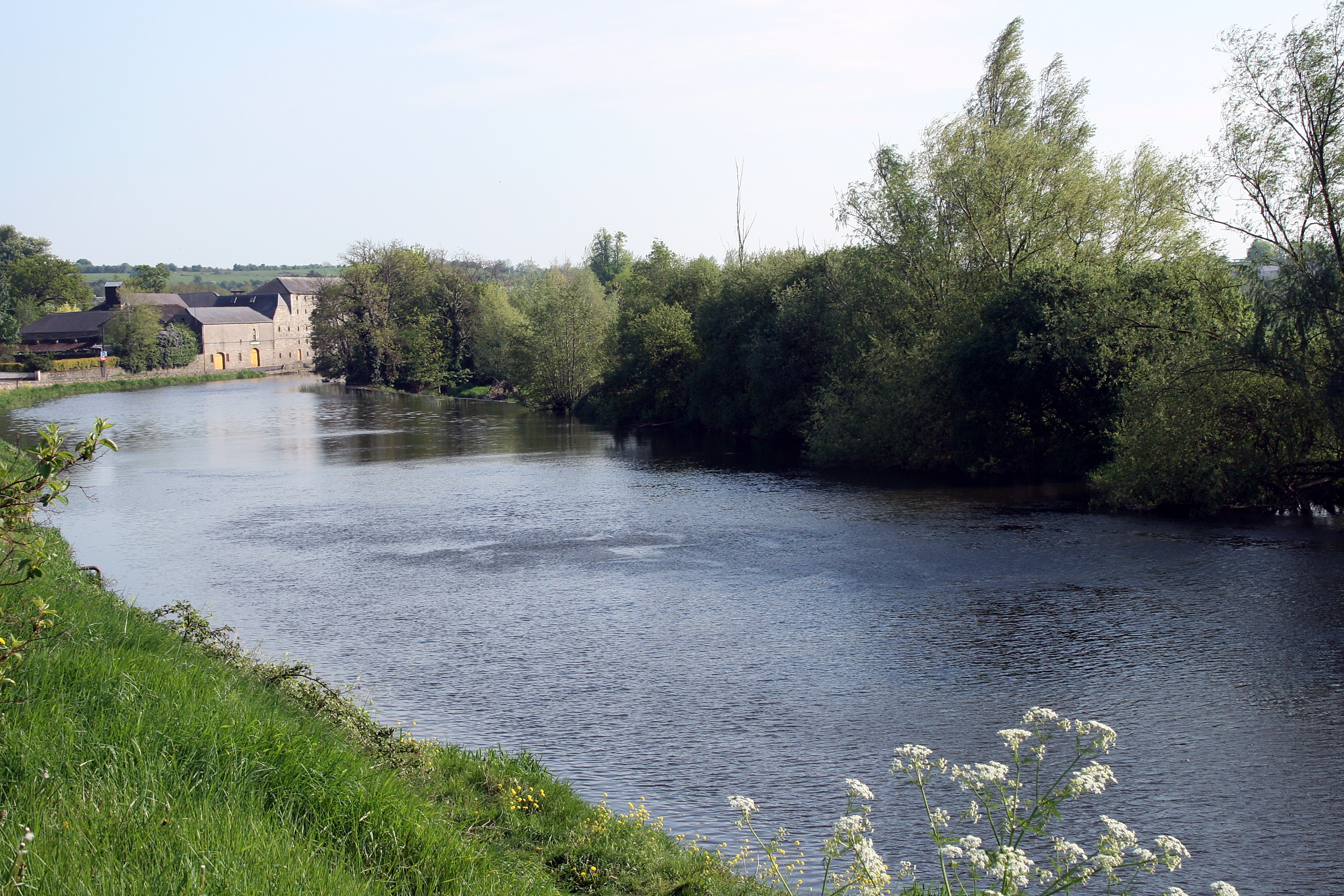
River Barrow près de Muinebeag, comté de Carlow

Pour les articles homonymes, voir Three Sisters et Trois sœurs.
 (novembre 2018).
Si vous disposez d'ouvrages ou d'articles de référence ou si vous connaissez des sites web de qualité traitant du thème abordé ici, merci de compléter l'article en donnant les références utiles à sa vérifiabilité et en les liant à la section « Notes et références ».
The Three Sisters sont trois rivières en Irlande : la Barrow, la Nore et la Suir.

## Géographie
Ces trois rivières prennent leurs sources dans la même zone montagneuse dans le comté de Tipperary et rejoignent la mer dans la même baie, Waterford Harbour, au sud-est de la ville de Waterford. Elles drainent une large partie de la partie sud de l'Irlande en passant dans les comtés de Tipperary, de Carlow, de Kilkenny, de Wexford et de Waterford, entre autres.
Le Pont de Barrow traverse deux des trois sœurs, Nore et Barrow. La Suir rejoint les deux autres juste en aval du pont.
Par le passé, la zone délimitée par la Suir et la Barrow formait le Royaume d'Ossory.